# Iniciativa de la Bahía de Bengala para la Cooperación Técnica y Económica Multisectorial
Iniciativa de la Bahía de Bengala para la Cooperación Técnica y Económica Multisectorial (BIMSTEC, por sus siglas en inglés) es una organización internacional de siete naciones del sur de Asia y el sudeste asiático que alberga a 1500 millones de personas y tiene un producto interno bruto combinado de $ 2,5 billones (2014). Los Estados miembros del BIMSTEC -Bangladés, India, Birmania, Sri Lanka, Tailandia, Bután y Nepal- se encuentran entre los países que dependen del Golfo de Bengala.
Se han identificado catorce sectores prioritarios de cooperación y se han establecido varios centros BIMSTEC para enfocarse en esos sectores. Llegando al 2018, se está negociando un acuerdo de libre comercio BIMSTEC.
El liderazgo se rota en orden alfabético por los nombres de países. La secretaría permanente está en Daca, Bangladés.

## Antecedentes
El 6 de junio de 1997, se formó una nueva agrupación subregional en Bangkok bajo el nombre de BIST-EC (Bangladesh, India, Sri Lanka, and Thailand Economic Cooperation, en inglés). El 22 de diciembre de 1997, Birmania se convirtió en miembro de pleno derecho, lo que dio lugar al cambio de nombre de la agrupación a BIMST-EC. En 1998, Nepal se convirtió en observador. En febrero de 2004, Nepal y Bután se convirtieron en miembros de pleno derecho.
El 31 de julio de 2004, en la primera Cumbre, la agrupación pasó a llamarse BIMSTEC, siglas (en inglés) de Iniciativa de la Bahía de Bengala para la Cooperación Técnica y Económica Multisectorial.

## Objetivos
El objetivo principal del BIMSTEC es la cooperación tecnológica y económica entre los países del sur de Asia y el sureste de Asia a lo largo de la costa de la bahía de Bengala. Comercio, inversión, tecnología, turismo, desarrollo de recursos humanos, agricultura, pesca, transporte y comunicación, textiles, cuero, etc., han sido incluidos entre los fines de esta organización, además de proporcionar cooperación mutua para la provisión de instalaciones de capacitación e investigación en campos educativos, vocacionales y técnicos; y promover la colaboración activa y la asistencia mutua en los ámbitos económico, social, técnico y científico de interés común.

## Secretaría Permanente
La Secretaría Permanente del BIMSTEC en Daca se inauguró en 2014 y la India proporciona el 33% de sus gastos (teniendo el 65% de la población de la región).

## Presidencia
BIMSTEC usa el orden alfabético para definir la presidencia. La presidencia de BIMSTEC se tomó en rotación comenzando con Bangladés (1997-1999).

## Países miembros
| Países    | Cargo            | Jefe de Gobierno                                | Jefe de Estado                                 | Población (2017) | PIB (nominal)       | Banco Mundial | ASACR |
| --------- | ---------------- | ----------------------------------------------- | ---------------------------------------------- | ---------------- | ------------------- | ------------- | ----- |
| Bangladés | Primera ministra | Sheikh Hasina, Primera ministra de Bangladés    | Abdul Hamid, Presidente de Bangladés           | 162 951 560      | €212 867 millones   | Sí            | Sí    |
| Birmania  | Presidente       | Win Myint, Presidente de Birmania               | Win Myint, Presidente de Birmania              | 52 885 223       | €57 142 millones    | Sí            | No    |
| Bután     | Primer ministro  | Lotay Tshering, primer ministro de Bután        | Jigme Khesar Namgyel Wangchuck, Rey de Bután   | 797 765          | €1922 millones      | Sí            | Sí    |
| India     | Primer ministro  | Narendra Modi, Primer ministro de India         | Draupadi Murmu, Presidenta de India            | 1 324 171 354    | €2 045 704 millones | Sí            | Sí    |
| Nepal     | Primer ministro  | Khadga Prasad Oli, Primer ministro de Nepal     | Bidhya Devi Bhandari, Presidente de Nepal      | 28 982 771       | €19 091 millones    | Sí            | Sí    |
| Sri Lanka | Presidente       | Gotabaya Rajapaksa, Presidente de Sri Lanka     | Gotabaya Rajapaksa, Presidente de Sri Lanka    | 21 444 000       | €73 157 millones    | Sí            | Sí    |
| Tailandia | Primer ministro  | Prayut Chan-o-cha, Primer ministro de Tailandia | Maha Vajiralongkorn (Rama X), Rey de Tailandia | 68 863 514       | €367 814 millones   | Sí            | No    |

## Cooperación con el Banco Asiático de Desarrollo

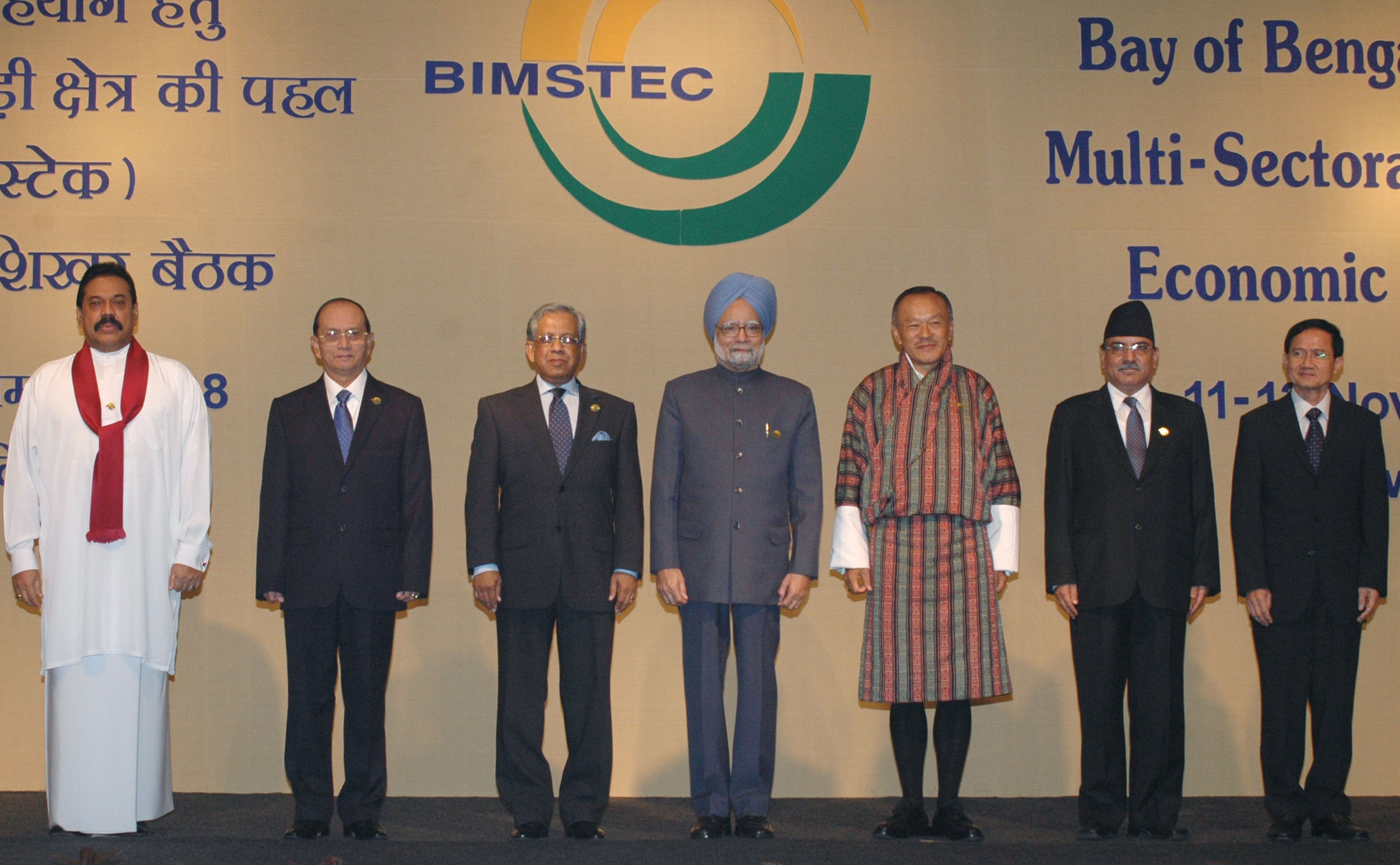
Segunda cumbre en Nueva Delhi, India.

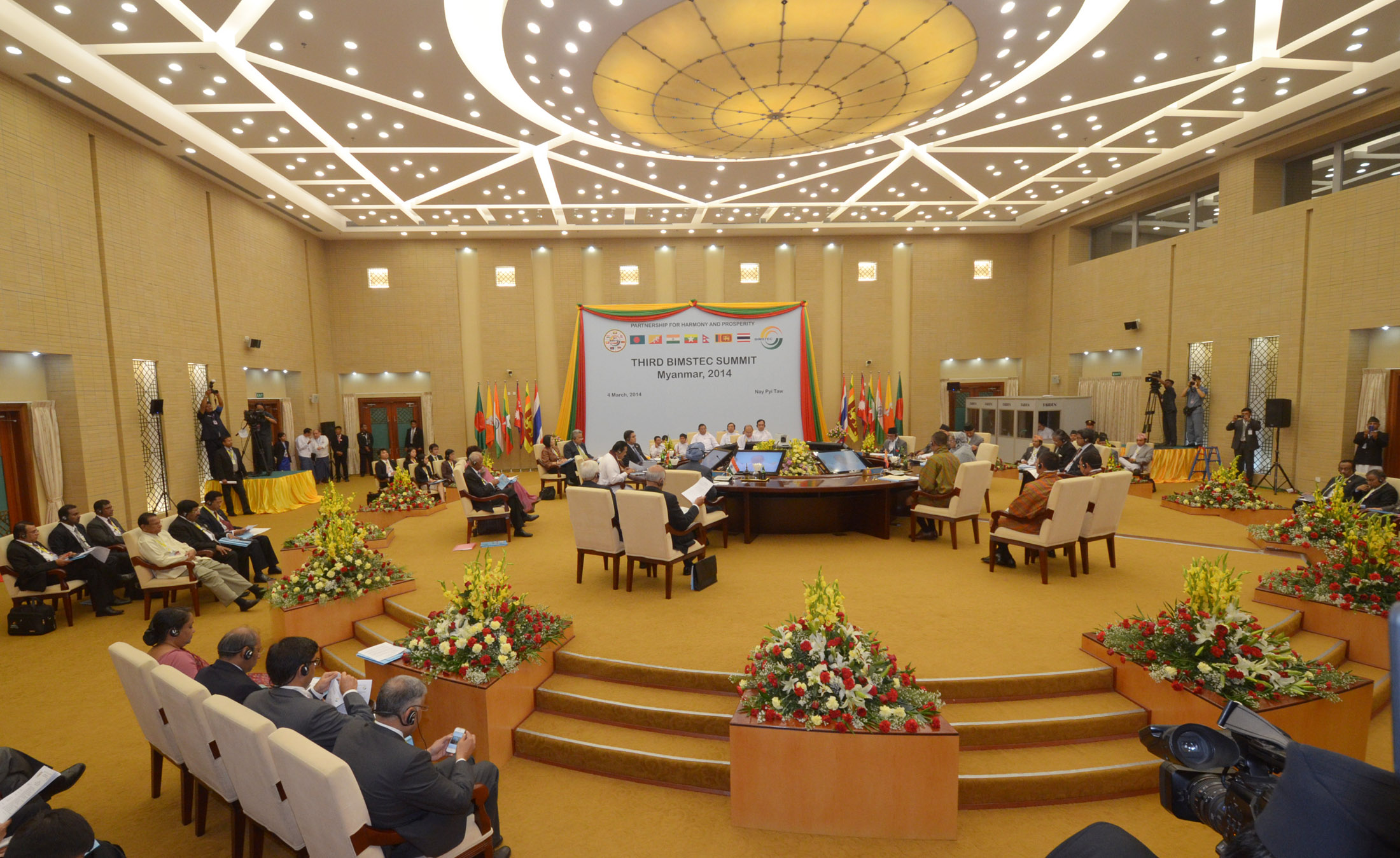
Tercera Cumbre en Naipyidó, Birmania.

El Banco Asiático de Desarrollo (BAsD) se asoció con el BIMSTEC en 2005 para llevar a cabo el "Estudio de Infraestructura y Logística de Transporte de BIMSTEC" (BTILS), que finalizó en 2014.

## Cumbres del BIMSTEC
| N.º | Fecha                     | País anfitrión | Ciudad anfitriona |
| --- | ------------------------- | -------------- | ----------------- |
| 1.ª | 31 de julio de 2004       | Tailandia      | Bangkok           |
| 2.ª | 13 de noviembre de 2008   | India          | Nueva Delhi       |
| 3.ª | 4 de marzo de 2014        | Birmania       | Naipyidó          |
| 4.ª | 30 y 31 de agosto de 2018 | Nepal          | Katmandú          |
| 5.ª | 2022                      | Sri Lanka      | Colombo           |

## Proyectos
- Proyectos de conectividad de carreteras y ferrocarriles como parte de la política de atender al Este.
- Navegación costera.
- Interconexión de la red eléctrica.
- Sistema regional de monitoreo y advertencia de desastres.

## Mandatarios actuales del BIMSTEC

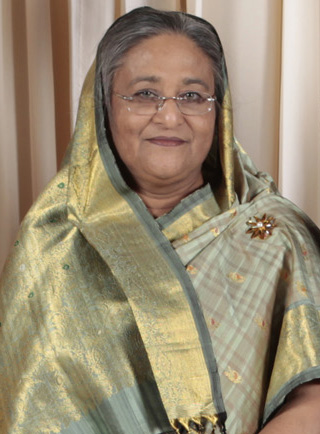
Sheikh Hasina, Primera Ministra de Bangladés.
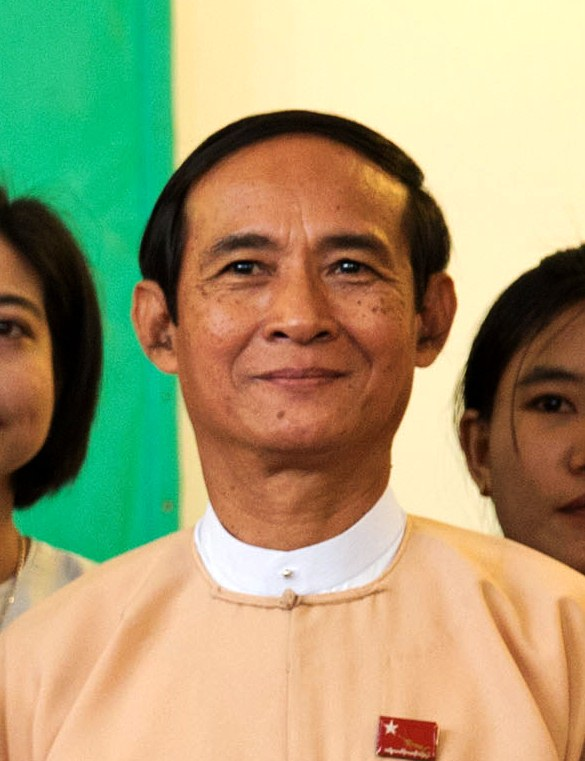
Win Myint, Presidente de Birmania.
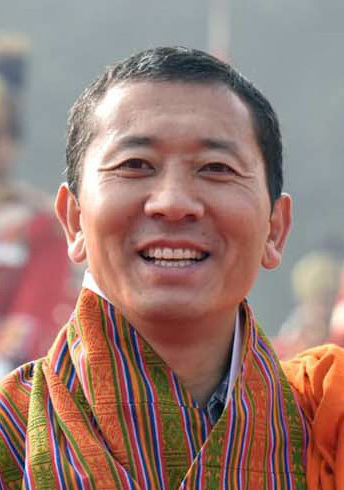
Lotay Tshering, Primer Ministro de Bután.
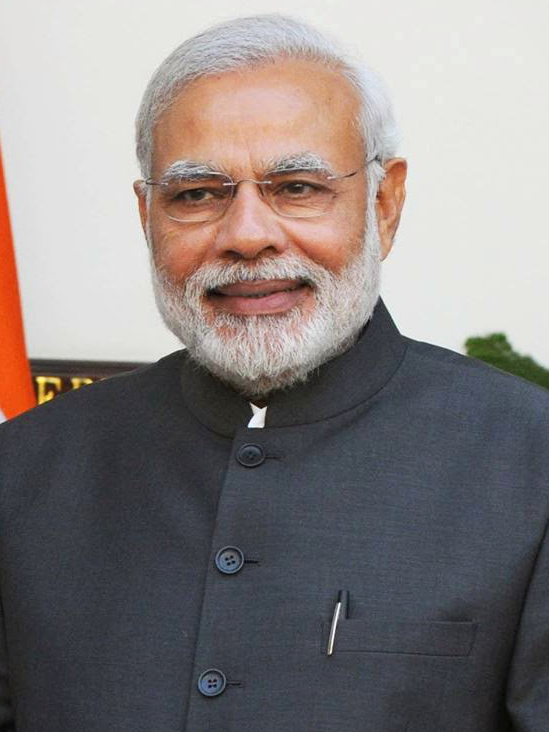
Narendra Modi, Primer Ministro de India.
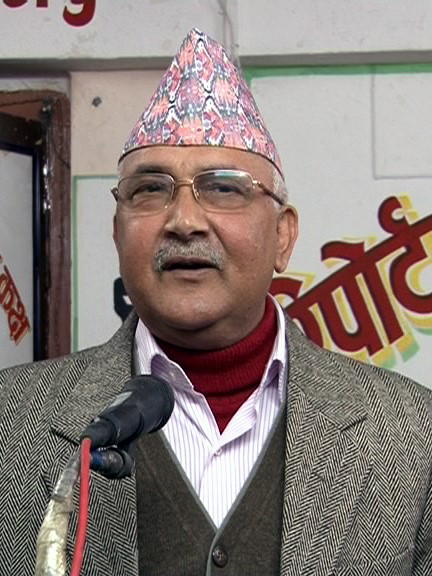
Khadga Prasad Oli, Primer Ministro de Nepal.
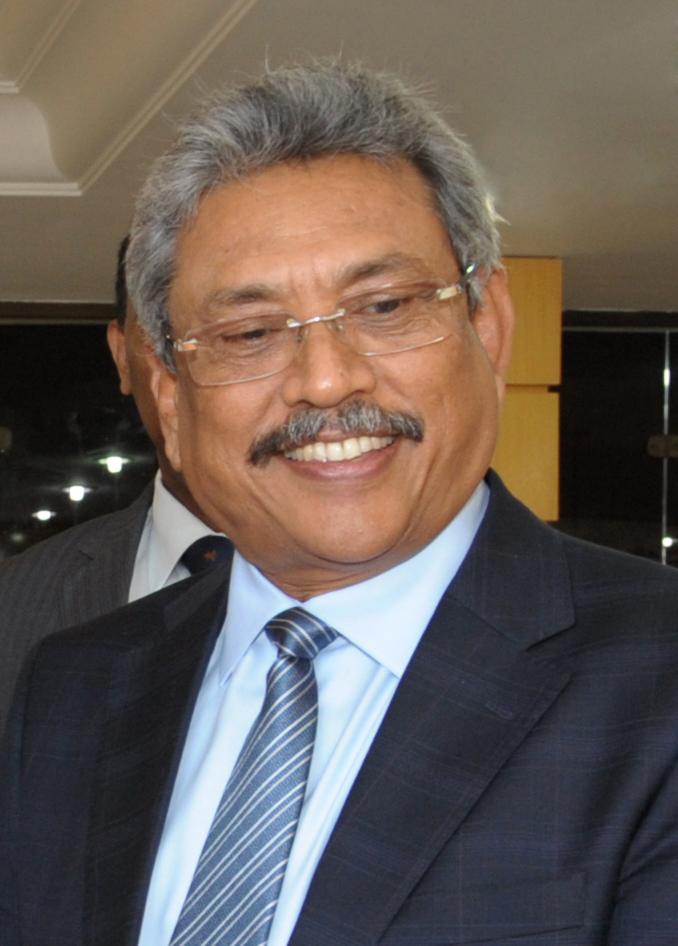
Gotabaya Rajapaksa, Presidente de Sri Lanka.
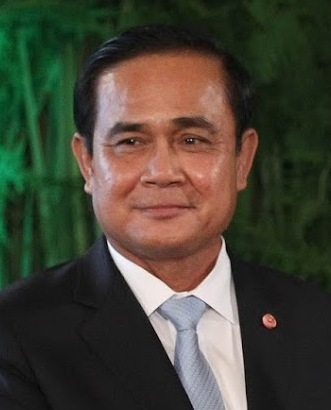
Prayut Chan-o-cha, Primer Ministro de Tailandia.